# Kōsokabe Chikayasu
Kōsokabe Chikayasu (香宗我部親泰?   1543 – 1593) fue un samurái japonés del período Sengoku, que sirvió al clan Chōsokabe. Fue el tercer hijo de Chōsokabe Kunichika, y luego fue adoptado por Kōsokabe Chikahide del clan Kōsokabe en 1558. Él era el señor al mando del castillo de Aki. A lo largo de la vida de Chikayasu, dirigió muchos ejércitos en las campañas de su hermano mayor Motochika en Shikoku y contribuyó a la expansión de los dominios del clan Chōsokabe.